# Athénská charta (ochrana památek)
Aténská charta pro restaurování historických památek je sedmibodový manifest přijatý na Prvním mezinárodním kongresu architektů a techniků historických památek (anglicky First International Congress of Architects and Technicians of Historic Monuments) v Aténách v roce 1931. Kongres se konal mezi 21. a 31. říjnem 1931.
Záměrem bylo podpořit zachování kulturního dědictví, stanovit obecné zásady, na nichž je legitimní působit v oblasti restaurování a pokusit se o společnou syntézu různých doktrín. Tyto zásady vycházely z potřeby chránit umělecké a archeologické dědictví lidstva jako hodnoty společného zájmu, která je větší než soukromý zájem.
Na chartu navazuje Benátská charta z roku 1964 a následující revize.
Tuto chartu nelze zaměňovat s Aténskou chartou (CIAM).

## Manifest
Manifest byl nazván v italštině Carta del Restauro.
Sedm bodů manifestu je:
1. Je třeba zřídit mezinárodní organizace pro restaurování na operační a poradenské úrovni.
2. Navrhované projekty obnovy mají být podrobeny erudované kritice, aby se zabránilo chybám, které způsobí strukturám ztrátu charakteru a historických hodnot.
3. Problémy ochrany historických památek je třeba vyřešit národní legislativou u každé země.
4. Vykopaná místa, která nepodléhají okamžité obnově, by měla být znovu zasypána kvůli ochraně.
5. Při restaurátorských pracích mohou být použity moderní techniky a materiály.
6. Historickým památkám by měla být poskytnuta přísná ochrana.
7. Pozornost by se měla věnovat ochraně oblastí obklopujících historické památky.